# Modèle additif généralisé
Pour les articles homonymes, voir GAM.
En statistiques, le modèle additif généralisé (en anglais, generalized additive model ou GAM) est un modèle statistique développé par  Trevor Hastie et Rob Tibshirani pour fusionner les propriétés du modèle linéaire généralisé avec celles du modèle additif.

## Description
Le modèle spécifie une distribution (comme la distribution normale, ou la distribution binomiale) et une fonction de lien g reliant la valeur attendue de la distribution aux prédicteurs, et tentant d'ajuster les fonctions fi pour satisfaire :
Les fonctions {\displaystyle f_{i}} peuvent être ajustées en utilisant les  moyennes non paramétriques ou paramétriques, et fournissant ainsi potentiellement de meilleurs ajustements aux données que les autres méthodes. La méthode est donc très générale - un MAG typique pourrait utiliser une fonction lissante de graphe de dispersion telle que la moyenne pondérée localement pour {\displaystyle f_{1}(x_{1})}, et utiliser un modèle facteur pour {\displaystyle f_{2}(x_{2})} , etc. En autorisant les ajustements non paramétriques, les MAGs bien conçus permettent de bons ajustements aux données d'apprentissage avec des hypothèses non contraignantes sur les relations réelles, peut-être aux dépens de l'interprétabilité des résultats.    
Le surapprentissage peut être un problème avec les MAGs. Le nombre de paramètres lissants peut être spécifié, et ce nombre devrait être raisonnablement petit, certainement très en dessous des degrés de liberté offerts par les données. La validation croisée peut être employée pour détecter et/ou réduire les problèmes de surapprentissage survenant avec les MAGs ou avec d'autres méthodes statistiques. D'autres modèles tels que les GLMs sont quelquefois préférables aux MAGs sauf dans le cas où celles-ci améliorent substantiellement la capacité prédictive dans le domaine appliqué.